# Kauno energija
Die AB Kauno energija ist ein Energieversorgungsunternehmen mit Hauptsitz in Litauens zweitgrößter Stadt Kaunas. Es bietet Strom- und Fernwärmeversorgung und betreibt hierfür unter anderem ein Heizkraftwerk. Das Unternehmen wird an der Börse Vilnius notiert.

## Geschichte
1997 wurden die Filialen („Kauno elektrinė“ und „Kauno šilumos tinklai“) von AB „Lietuvos energija“ zu specialios paskirties akcinė bendrovė „Kauno energija“ (SPAB „Kauno energija“) reorganisiert.  Das Unternehmen wurde am 22. August 1997 errichtet und seit 2000 ist AB „Kauno energija“. 2000 gab es 2.239 Mitarbeiter. 2013 erzielte Kauno energija einen Umsatz von 94 Mio. Euro (322,3  Mio. Lt) und einen Gewinn von 1 Mio. Euro (3,4 Mio. Lt).